# 功能 (生物学)
在生物学中，功能（function）是机体某器官或系统，整体或部分，正常的、适当的、或特定的生理活动。在生理学中，它是器官、组织、细胞或分子的作用。
在进化生物学中，功能是自然选择演化系统中某些对象或过程发生的原因。那个原因通常取得了一些结果，例如叶绿素有助于光合作用中捕获阳光能量。因此使含有该功能的生物体更有可能生存和繁殖，换句话说，该功能增加了生物体的适应性。有助于进化的特征称为适应；其他特征可能是非功能性副产物，尽管这些特征后来可能会通过进化被选择用于新功能。
在生物学哲学中，谈论功能不可避免地暗示着某种目的论，尽管自然选择的运作没有任何未来目标。在当代生物学哲学中，对生物世界的功能主要有三种解释：因果作用理论、选择效应理论和目标贡献理论。

## 进化前生物学
在生理学中，功能是由生物系统执行的活动或过程，例如动物的感觉或运动。这种与形式相对的四因说（分别是亚里士多德的ergon和morphê ）是古典时期生物学解释的核心。在更现代的时代，它构成了 1830 年居维叶-若弗鲁瓦辩论的一部分，居維葉爭論動物的結構是由其功能需求驅動的，而若弗魯瓦則提出每隻動物的結構都是根據一個共同的計劃進行修改的。

## 在进化生物学中
功能可用多种方式定义，如适应、对进化适应性的贡献、在动物行为中，如下文所討論的，也如某種生物學哲學中的因果作用或目標。

### 适应
功能性特征在演化生物学中称为适应，而研究一个特征是否具有适应性的研究策略称为适应主义。虽然假设一个性状是功能性的可能有助于研究，但生物体的某些特征是非功能性的，形成为偶然的拱肩，相邻功能系统的副作用。

### 自然选择

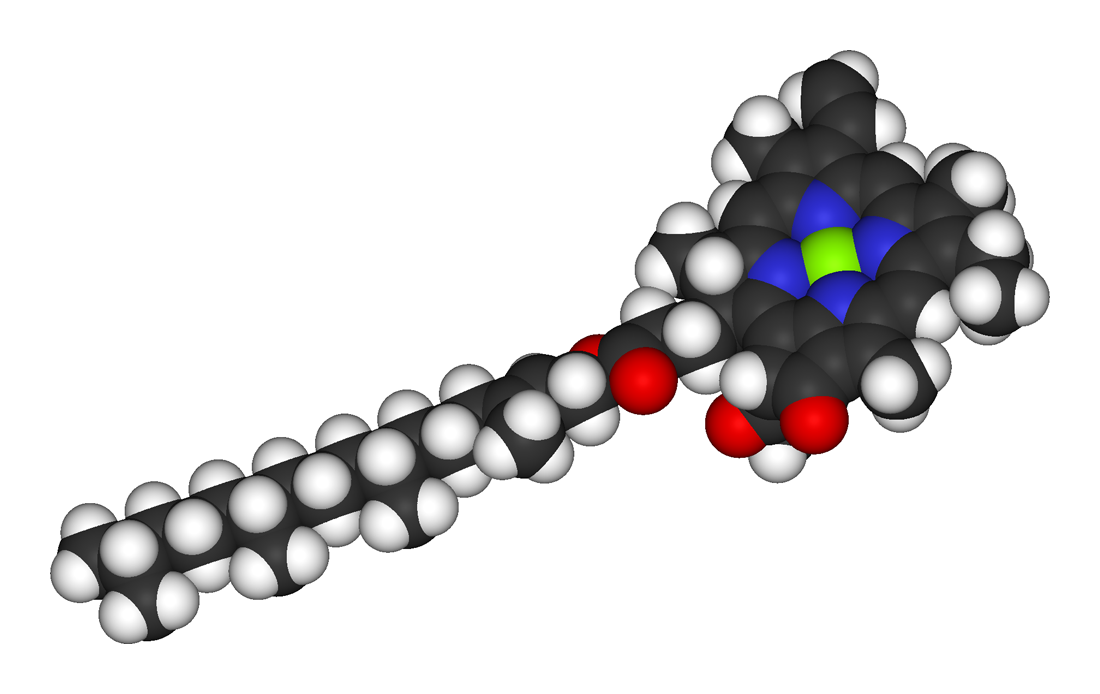
叶绿素分子具有光合作用的功能。

从自然选择角度来看，生物功能的存在有助于适应性，增加生物体生存繁殖机会。例如，植物中叶绿素的功能是捕获阳光能量进行光合作用，有助于进化成功。

## 动物行为学
行为学家尼古拉斯·廷贝亨根据亚里士多德的四因提出了四个问题，生物学家可以提出这些问题来帮助解释一种行为，尽管它们已被推广到更广泛的范围。 1) 机制：什么机制导致动物做出这样的行为？ 2)个体发育：动物胚胎学中的哪些发育机制（以及它的幼年，如果它学会了）创造了导致行为的结构？ 3) 功能/适应：行为的进化功能是什么？ 4) 进化：行为的系统发生树是什么，或者换句话说，它是什么时候首次出现在动物的进化史上的？这些问题是相互依存的，因此，例如，适应功能受到胚胎发育的限制。

## 生物学哲学

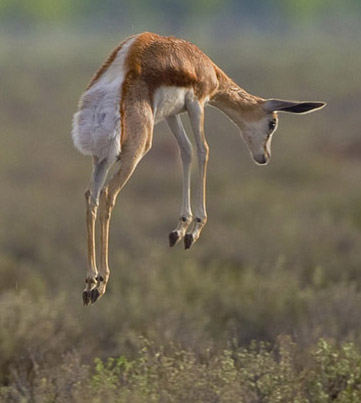
“有目的的行为”：一只年轻的跳羚四脚弹跳。生物学家可能会争辩说，这具有向捕食者发出信号的功能，可以帮助跳羚生存并使其繁殖。

功能与目的论意义上的目的不同，即具有实现目标的有意识的心理意图。在生物学哲学中，进化是一個盲目的過程，對未來沒有“目標”。例如，一棵樹不會為了任何目的而開花，而只是因為它已經進化到可以這樣做。如果“為了”暗示目的，那麼說“一棵樹长出花以吸引传粉者”是不正确的。函数描述的是某事的作用，而不是它的“目的”是什么。然而，目的论语言经常被生物学家用作描述功能的简写方式，尽管其适用性存在争议。
当代生物学哲学中，对生物世界的功能主要有三种解释：因果作用理论、选择效应理论、和目标贡献理论。

### 因果作用
生物功能的因果作用理论的起源可追溯到 1975 年罗伯特·康明斯 (Robert Cummins) 的一篇论文。康明斯將系統組件的功能角色定義為組件對更大的包含系統的因果影響。例如，心臟在循環系統中具有泵血的實際因果作用；因此，心臟的功能是泵血。該說明已被反對，理由是它的功能概念過於鬆散。例如，心臟也有發聲的因果作用，但我們不會認為發聲是心臟的功能。

### 选择效应
生物功能的选择效应理论认为，生物性状的功能是选择该性状的功能，如露丝·密立根 (Ruth Millikan) 所论证的那样。例如，心臟的功能是泵血，因為這是進化選擇心臟的功能。換句話說，泵血是心臟進化的原因。這種說法因過於限制功能概念而受到批評。並不總是清楚哪種行為有助於選擇特徵，因為生物學特徵可以具有功能，即使它們沒有被選擇。最初不會選擇有益突变，但它们确实具有功能。

### 目标贡献
目标贡献理论试图在因果作用理论和选择效果理论之间开辟一个中间地带，就像 Boorse (1977) 一样。 Boorse 将生物特征的功能定义为该特征对生存和繁殖的统计典型因果贡献。例如，斑马条纹有时被认为可以迷惑捕食者。斑馬條紋的這種作用將有助於斑馬的生存和繁殖，這就是為什麼混淆捕食者會被說成是斑馬條紋的功能。在這種情況下，性狀的特定因果作用是否是其功能取決於該因果作用是否有助於該生物體的生存和繁殖。

## 相关
- 预适应